# زكرياء الزروالي
زكرياء الزروالي لاعب كرة قدم مغربي راحل من مواليد مدينة بركان في 24 مايو 1978، لعب لنادي مولودية وجدة موسم 2004/2005 ثم انتقل إلى نادي الرجاء الرياضي الذي لعب له إلى غاية وفاته كما سبق له اللعب للمنتخب المغربي الأول في مبارتين.

## وفاته
توفي في الساعات الأولى من يوم الإثنين 3 أكتوبر 2011 عن 33 عاماً بعد صراع قصير مع تسمم دوائي آلم به في الكبد وقال المصدر الطبي بعد وفاة اللاعب: «يبدو أن الزروالي تناول علبة كاملة من الدواء المهدئ، في أقل من يومين، وهو ما لا يستطيع أي جسد آدمي تحمله»، مشيرًا إلى أن «وفاة لاعب الرجاء، جاءت في وقت كانت تجري فيه الاستعدادات لنقله على وجه السرعة إلى الخارج، من أجل معالجته، التي لم يتمكن الأطباء من تشخيصها بشكل مبكر، بسبب تركيزهم على احتمالات إصابته بمرض فيروسي عقب المباراة التي لعبها فريقه في الكاميرون».

## روابط خارجية
- زكرياء الزروالي على موقع الاتحاد الدولي (مؤرشف)  (الإنجليزية)
- زكرياء الزروالي على موقع قاعدة بيانات كرة القدم.إي يو (الإنجليزية)
- زكرياء الزروالي على موقع ناشيونال فوتبول تيمز (الإنجليزية)